# Stare Miasto w Łodzi

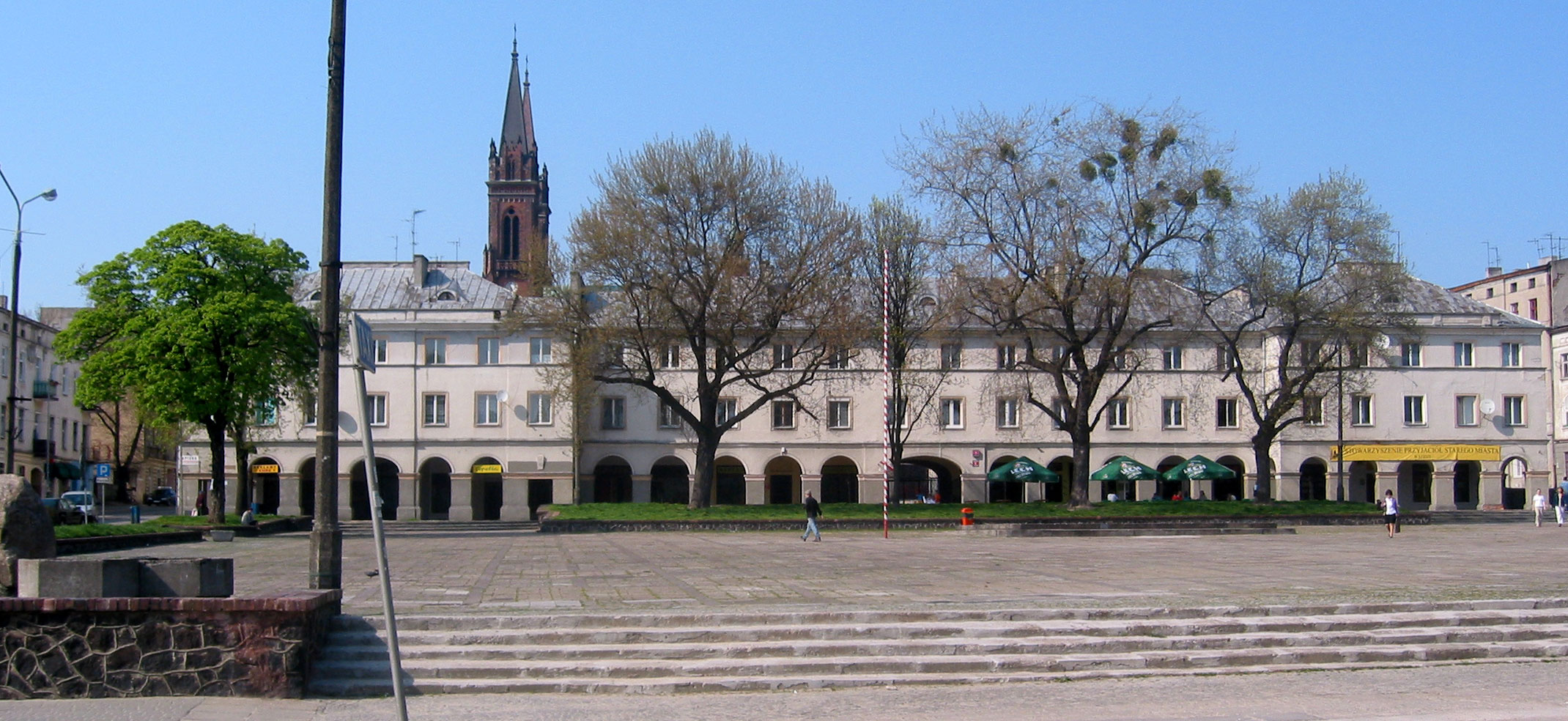
Rynek Starego Miasta (2005)

Stare Miasto w Łodzi pokrywa się swym położeniem z centrum średniowiecznej osady miejskiej – miasteczka Łódź.

## Historia
Stare Miasto Łodzi zostało ulokowane przy rzece Łódce za sprawą króla Władysława Jagiełły w 1423 roku.
Po powstaniu Nowego Miasta i przeniesienia się centrum życia miejskiego na obecny Plac Wolności, Stare Miasto stało się dzielnicą zamieszkaną głównie przez ubogą ludność żydowską. Wynikało to m.in. z faktu, że w Królestwie Polskim do 1862 r. panowały przepisy uniemożliwiające Żydom zamieszkanie i prowadzenie działalności gospodarczej poza określonymi rewirami - w Łodzi było to właśnie Stare Miasto. W czasie wojny teren Starego Miasta włączono do łódzkiego getta (Litzmannstadt Ghetto). Później zburzone zostało należące do getta osiedle, zamieszkane głównie przez Żydów, znajdujące się pomiędzy Starym Rynkiem a Nowym Miastem. Po wojnie na tym miejscu powstał park, nazwany Staromiejskim. Na tym terenie wybudowano w tamtym czasie „wzorcowe” osiedle mieszkaniowe, nazwane do dzisiaj „Stare Miasto”, w dużej mierze likwidując starą zabudowę, na którą składały się głównie kamienice czynszowe. Plac Starego Rynku został całkowicie ogołocony z kramów handlowych i wyłożony płytami chodnikowymi, zaś w jego centralnym punkcie zbudowano pomnik Juliana Marchlewskiego. Plac do końca lat 80. służył często za miejsce organizowania spotkań „aktywu partyjnego”. W 1991 roku po burzliwej debacie społecznej pomnik Marchlewskiego został zdemontowany. 

## Architektura i położenie
Na Starym Mieście znajdują się Stary Rynek, plac Kościelny, Park Staromiejski (położony między ulicami: Zachodnią, Północną, Franciszkańską, Wolborską i Podrzeczną), oraz m.in. ulice: Kościelna, Drewnowska, Nowomiejska, Zgierska, Podrzeczna, Wolborska, Bojowników Getta Warszawskiego (dawniej Żydowska), oraz obecnie Zachodnia (dawniej Stodolniana).
Według Systemu Informacji Miejskiej Stare Miasto obejmuje obszar ograniczony: granicą dzielnic Bałuty/Polesie, granicą ogródków działkowych, ul. Czarnkowską, ul. Modrą, ul. Wrześnieńską, ul. Osiedlową, przedłużenie ul. Osiedlowej do ul. Krótkiej, ul. Berlińskiego, ul. Młynarską, ul. Wojska Polskiego, granicą dzielnic Bałuty/Polesie.

## Galeria

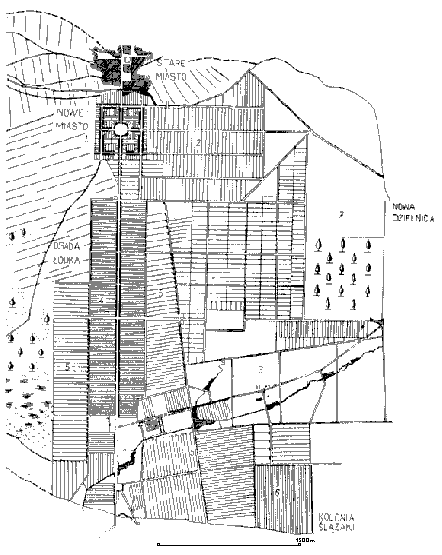
Plan Łodzi z 1823
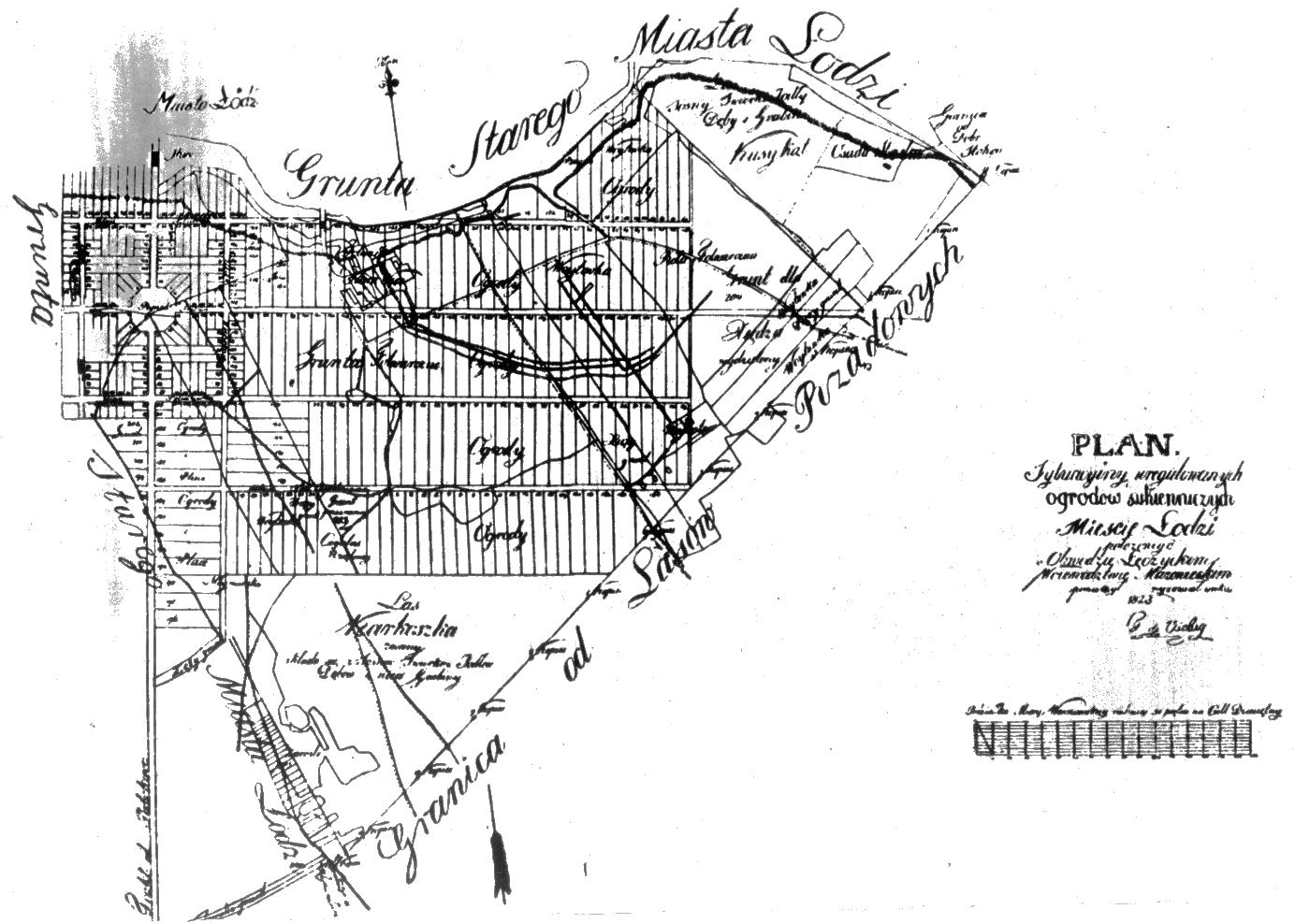
Plan regulacji Łodzi z 1823
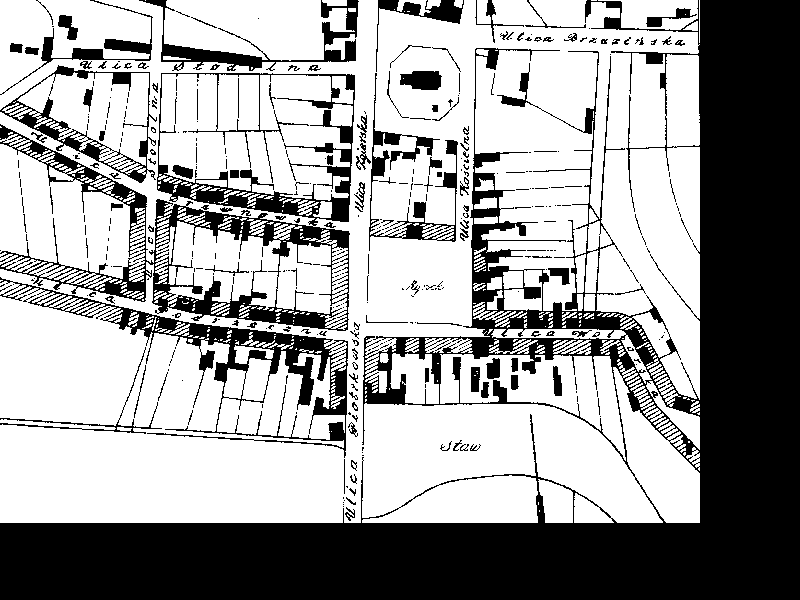
Plan Starego Miasta z 1859
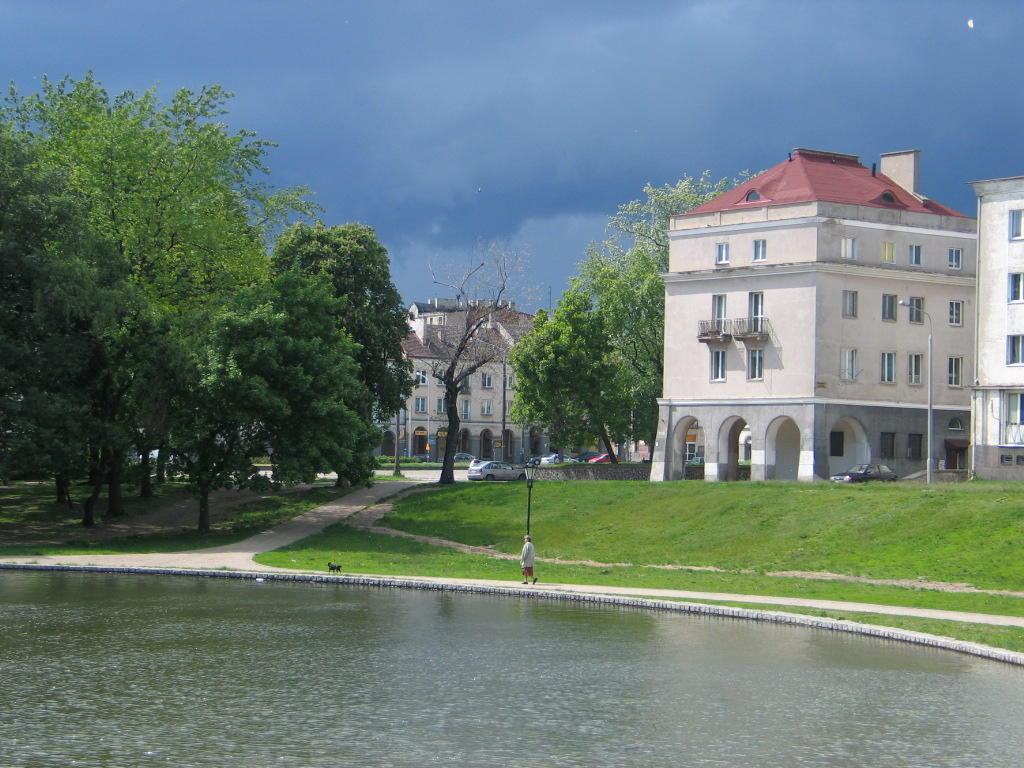
Stare Miasto nad brzegiem stawu na Łódce